# Vinton Building
El Vinton Building es un rascacielos histórico con uso residencial ubicado en 600 Woodward Avenue, en el Downtown de Detroit, Míchigan. Está en el Registro Nacional de Lugares Históricos desde 1982.

## Descripción
Fue diseñado por Albert Kahn y terminado en 1917. Tiene 12 pisos de altura, mide 52 m y cuenta con 2 niveles de sótano, para un total de 14 pisos. Se encuentra en la esquina noreste de Woodward y Congress Street. Sus usos principales son para oficinas y comercio. 
El edificio fue construido en el estilo arquitectónico neoclásico y contiene principalmente terracota como material principal. Cuenta con una pared de parapeto con frontón y pilastras en la fachada frontal, que recuerda a los templos clásicos.
Se encuentra en pleno Distrito Financiero y es vecino del First National Building, la Chase Tower, el Guardian Building y el One Detroit Center. 
En 2015 se inició una renovación con el fin de convertirlo en un edificio residencial. Estos trabajos terminaros en 2018.

## Galería

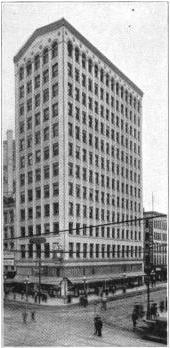
El Vinton en 1902
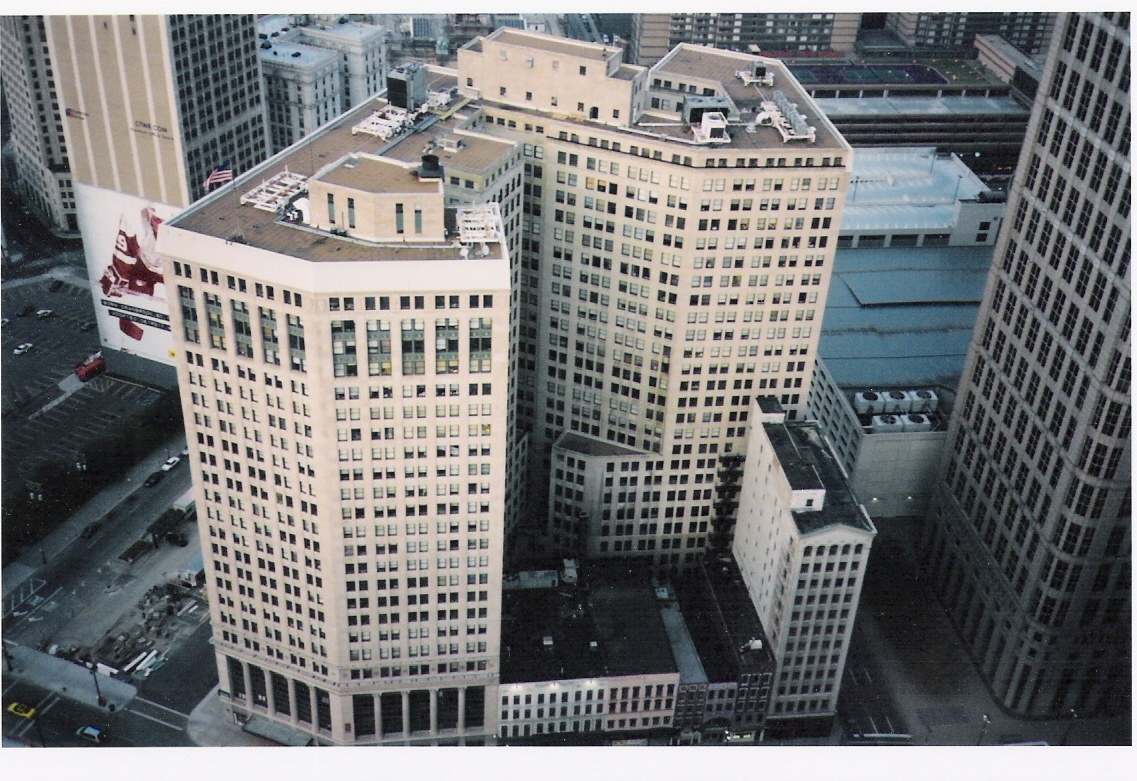
El Vinton (der.) y el First National Building